# Cornufer mediodiscus
Cornufer mediodiscus es una especie de anfibios de la familia Ceratobatrachidae.

## Distribución geográfica
Es endémica de Bougainville y Buka (Papúa Nueva Guinea). 